# Eleição municipal de Guarapuava em 2016
A eleição municipal de Guarapuava em 2016 foi realizada para eleger um prefeito, um vice-prefeito e 21 vereadores no município de Guarapuava, no estado brasileiro do Paraná. Foram eleitos César Silvestri Filho e Itacir José Vezzaro para os cargos de prefeito(a) e vice-prefeito(a), respectivamente.
Seguindo a Constituição, os candidatos são eleitos para um mandato de quatro anos a se iniciar em 1º de janeiro de 2017. A decisão para os cargos da administração municipal, segundo o Tribunal Superior Eleitoral, contou com 119 458 eleitores aptos e 13 213 abstenções, de forma que 11.06% do eleitorado não compareceu às urnas naquele turno.

## Antecedentes
Na última eleição municipal, em 2012, César Silvestri Filho (PPS) foi eleito prefeito da cidade de Guarapuava. O candidato obteve 54,06% dos votos válidos, um total de 51.425 eleitores. O segundo colocado foi Dr. Antenor (PT), com 31,65% dos votos válidos. Antes disso, César foi derrotado na disputa pela prefeitura de Guarapuava em 2008 e foi eleito deputado estadual dois anos depois. Atualmente, além do cargo de prefeito, é vice-presidente da FNP (Federação Nacional de Prefeitos) para Concessões e Parcerias Público-Privadas (PPPs).

## Campanha
A disputa para a prefeitura de Guarapuava novamente foi polarizada entre César Silvestri Filho e Dr. Antenor, assim como em 2012. A RPC, afiliada da Rede Globo, realizou entrevistas ao vivo com os candidatos à prefeitura de Guarapuava no telejornal Paraná TV. Os eleitores também tiveram a oportunidade de acompanhar debates entre os candidatos. O primeiro foi realizado em 22 de setembro de 2016 pela [TV Tarobá Cascavel]], afiliada da Rede Bandeirantes. O outro debate foi realizado pela RPC, no dia 29 de setembro, a três dias do pleito oficial.

## Resultados

### Eleição municipal de Guarapuava em 2016 para Prefeito
A eleição para prefeito contou com 4 candidatos em 2016: César Silvestri Filho do Partido Popular Socialista, Antenor Gomes de Lima do Partido dos Trabalhadores, Luciano Roszkowski do Avante, João Alberto Nieckars da Silva do Rede Sustentabilidade que obtiveram, respectivamente, 57 969, 32 740, 1 392, 4 397 votos. O Tribunal Superior Eleitoral também contabilizou 11.06% de abstenções nesse turno.
| Candidato(a)                          | Vice                   | Coligação                             | Votos recebidos | Percentual |
| ------------------------------------- | ---------------------- | ------------------------------------- | --------------- | ---------- |
| César Silvestre Filho (PPS)           | Itacir Jose Vezzaro    | Força para Muito Mais                 | 57969           | 60.07%     |
| Antenor Gomes de Lima (PT)            | Cleto Tamanini         | Guarapuava é a Gente que Faz          | 32740           | 33.93%     |
| João Alberto Nieckars da Silva (REDE) | Leandro Mendes Barbosa | Rede Sustentabilidade (sem coligação) | 4397            | 4.56%      |
| Luciano Roszkowski (AVANTE)           | Luiz Pedro             | Nova Guarapuava                       | 1392            | 1.44%      |

### Eleição municipal de Guarapuava em 2016 para Vereador
Na decisão para o cargo de vereador na eleição municipal de 2016, foram eleitos 21 vereadores com um total de 93 814 votos válidos. O Tribunal Superior Eleitoral contabilizou 6 435 votos em branco e 5 996 votos nulos. De um total de 119 458 eleitores aptos, 13 213 (11.06%) não compareceram às urnas.
| Nome                               | Partido político                               | Coligação                   | Votos recebidos | Percentual |
| ---------------------------------- | ---------------------------------------------- | --------------------------- | --------------- | ---------- |
| Aldonei Luis Bonfim                | Partido Democrático Trabalhista (PDT)          | Aliança Para o Progresso    | 1944            | 2.07%      |
| Rodrigo Sereno Crema               | Partido Socialista Brasileiro (PSB)            | Guarapuava Para Todos       | 1938            | 2.07%      |
| Danilo Dominico                    | Partido Social Democrático (PSD)               | Participar Para Transformar | 1763            | 1.88%      |
| Samuel da Silva Pinto              | Partido Popular Socialista (PPS)               | Aliança Para o Progresso    | 1719            | 1.83%      |
| Celso Lara da Costa                | Partido Popular Socialista (PPS)               | Aliança Para o Progresso    | 1716            | 1.83%      |
| Marcio Luis Carneiro do Nascimento | Partido Popular Socialista (PPS)               | Aliança Para o Progresso    | 1599            | 1.7%       |
| Gilson Moreira da Silva            | Partido Social Democrático (PSD)               | Participar Para Transformar | 1569            | 1.67%      |
| Elcio Jose Melhem                  | Partido Progressista (PP)                      | Sempre com Voce             | 1511            | 1.61%      |
| Maria José Mandu Ribeiro Ribas     | Partido da Social Democracia Brasileira (PSDB) | Sempre com Voce             | 1431            | 1.53%      |
| Valdemar Calixtro dos Santos       | Partido Democrático Trabalhista (PDT)          | Aliança Para o Progresso    | 1428            | 1.52%      |
| Valdemar dos Santos                | Democratas (DEM)                               | Sempre com Voce             | 1411            | 1.5%       |
| Anderson Marcelo de Lima           | Democratas (DEM)                               | Sempre com Voce             | 1344            | 1.43%      |
| Luiz Augusto Klosowski             | Partido Humanista da Solidariedade (PHS)       | Participar Para Transformar | 1341            | 1.43%      |
| Valdomiro Batista                  | Partido Republicano Brasileiro (PRB)           | Fé, Amor e Trabalho         | 1316            | 1.4%       |
| Joao Carlos Gonçalves              | Partido Republicano da Ordem Social (PROS)     | Aliança Para o Futuro       | 1314            | 1.4%       |
| Nelson Carlos Reclitski            | Partido Socialista Brasileiro (PSB)            | Guarapuava Para Todos       | 1235            | 1.32%      |
| Terezinha dos Santos Daiprai       | Partido dos Trabalhadores (PT)                 | Guarapuava Democrática      | 1020            | 1.09%      |
| Germano Toledo Alves               | Partido da República (PR)                      | Aliança Para o Futuro       | 938             | 1%         |
| Sergio André Niemes                | Partido dos Trabalhadores (PT)                 | Guarapuava Democrática      | 926             | 0.99%      |
| Pedro Luiz Moraes                  | Partido Republicano Brasileiro (PRB)           | Fé, Amor e Trabalho         | 867             | 0.92%      |
| Luiz Juraski                       | Partido Republicano Brasileiro (PRB)           | Fé, Amor e Trabalho         | 809             | 0.86%      |

## Análise
O principal concorrente de César Silvestri Filho na disputa pela prefeitura de Guarapuava em 2016 foi novamente Dr. Antenor e pela segunda vez, o candidato do PPS foi eleito. A diferença, desta vez, foi ainda maior. O candidato à reeleição obteve pouco mais de 60% dos votos válidos, já o petista conquistou apenas 33,93%. A prioridade do prefeito reeleito é a conclusão de obras em andamento. Em entrevista à RPC, logo após sua posse, ele declarou: "Nós sabemos que teremos dificuldades de arrecadação, então será um ano sobretudo de manutenção dos serviços prestados, conclusão das obras que estão em andamento e uma prioridade grande para o início imediato do funcionamento das creches que estão em conclusão".
Na data da posse, 2 de janeiro de 2017, o prefeito ainda não tinha definido a equipe de secretários e adiantou o desejo de manter uma boa relação com a Câmara: "Quero manter um relacionamento respeitoso acima de tudo, e sobre essas questões relacionadas ao governo que devem ser tomadas, prefiro que sejam feitas logo no início do ano legislativo, no mês seguinte, e assim tomar essas decisões".
O vice-prefeito Itacir Vezzaro (PDT), então secretário de agricultura, pretende trabalhar em conjunto com os secretários: "Estarei com o grupo de secretários na questão do planejamento de suas atividades e funções e sempre conversando muito com a população para ver o interesse e a real necessidade".